# Piet Vogelzang
Pieter Vogelzang (Zwolle, 24 juni 1920 – Zwolle, 21 juli 1999) was een Nederlands voetballer en voetbaltrainer. 

## Loopbaan
Vogelzang maakte op zestienjarige leeftijd zijn debuut in de eerste selectie van PEC. Van 1946 tot 1948 kwam hij uit voor Willem II. Daarna speelde hij voor ZAC. Ook kwam hij uit voor het Nederlands politie-elftal en het Zwols elftal.
Als trainer was hij actief voor VV Hattem, vv Olst en Be Quick '28. In het seizoen 1957/58 stond hij samen met Jan de Roos voor de groep bij PEC Zwolle. Na dit seizoen vertrok hij naar Oldenzaal dat op dat moment nog betaald voetbal speelde. Hier bleef hij ook maar één seizoen. Later was hij nog trainer van Achilles 1894 en LVV Friesland.